# Dengizkul
Dengizkul (rusky Денгизкуль) je jezero v Uzbekistánu na dolním toku řeky Zeravšan. Jezero má nestálé rozměry. V 19. století bylo největším jezerem v oblasti, poté během 100 let vyschlo a změnilo se ve slanisko. V posledních letech se znovu naplnilo do více než 20 m výšky.

## Ochrana přírody
Nachází se v Dengizkulské rezervaci. Ta byla v roce 1999 jako první v Uzbekistánu zapsána jako objekt mezinárodního významu podle Ramsarské úmluvy. Jezero má nepochybně velký význam pro ochranu zimujících a migrujících vodních ptáků. Vzhledem k tomu, že jeho ochrana nezačala včas, vznáší se nad ním v současné době hrozba vysychání v důsledku hydromelioračních prací. Osud jezera se řeší na vládní úrovni.